# トマ・ド・マイ・ド・ファヴラ

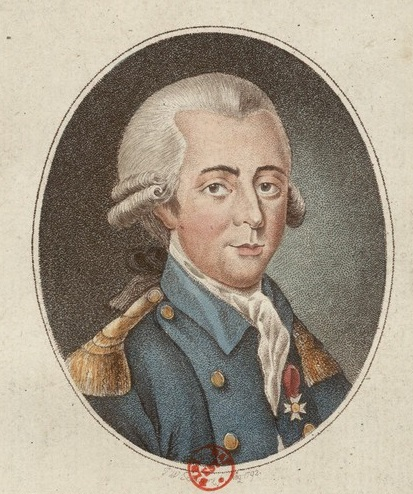
ファヴラ侯爵の肖像、1792年

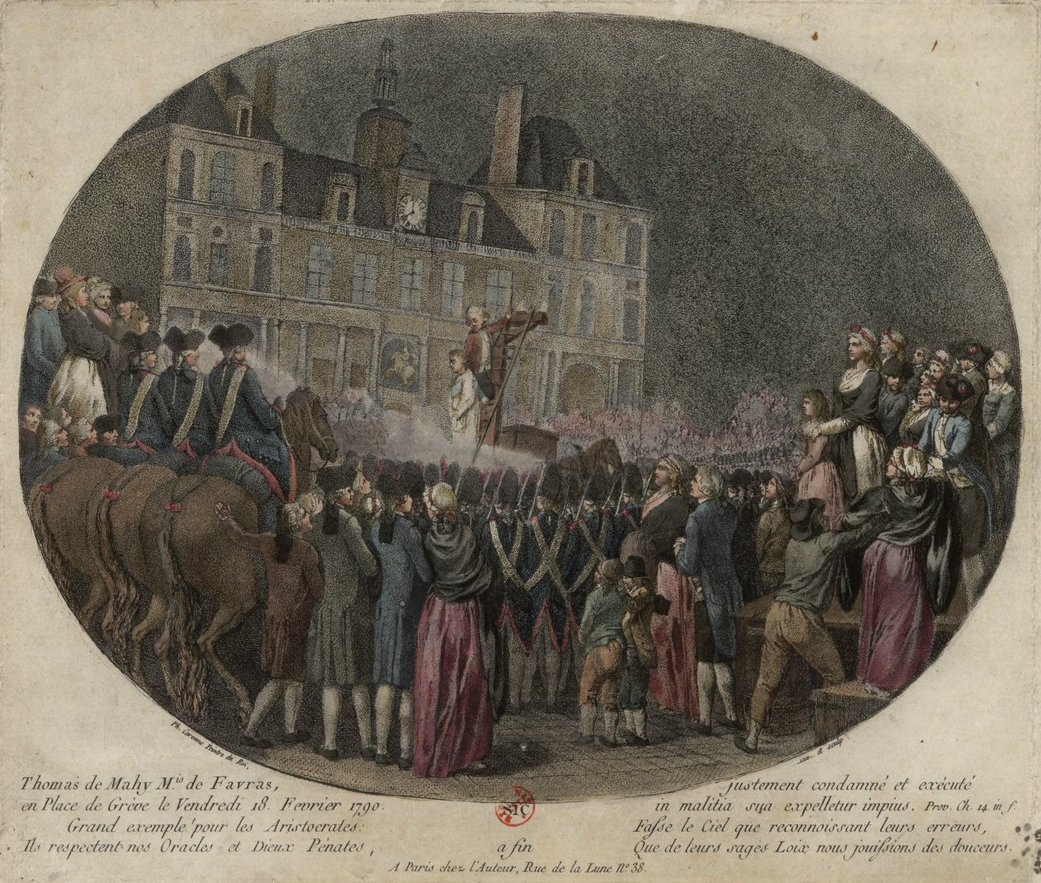
ファヴラ侯爵の処刑、1790年

ファヴラ侯爵トマ・ド・マイ（Thomas de Mahy, marquis de Favras, 1744年3月26日 ブロワ郊外ファン - 1790年2月19日 パリ）は、フランスの貴族、軍人。フランス革命初期に反革命の陰謀を計画したことが露見し、「フランス国民に対する陰謀」の罪で処刑された。王党派の大義に殉じた者として美化された。

## 生涯
ファヴラはブロワ郊外のファヴラ城（château de Favras）で生まれた。彼の一族は12世紀に貴族に叙せられた古い家系だが貧窮していた。1761年より、七年戦争末期の国外遠征に竜騎兵連隊の大尉として参加した。1772年、プロヴァンス伯の率いるスイス衛兵隊所属の中尉となったが、衛兵隊中尉の階級の維持費は通常のフランス軍の大佐と同額であり、高額で払えないため1775年に除隊した。隊に在籍中、聖ルイ勲章騎士章を受けた。
1778年1月28日マンハイムで、カロリーネ・フォン・アンハルト＝ベルンブルク＝シャウムブルク＝ホイムと結婚、1男1女をもうけた。彼女はアンハルト＝ベルンブルク＝シャウムブルク＝ホイム侯カール・ルートヴィヒがオランダ人平民女性に産ませた娘で、スービーズ公の庇護下で育っていた。1787年、プロイセンのネーデルラント進駐が起きると、愛国党を支持する義勇兵部隊を組織し、総督軍及びプロイセン軍と戦った。

### 陰謀・逮捕・処刑
フランス革命が勃発すると、かつての雇用主プロヴァンス伯が進めていた、革命から王政を救う陰謀に参加した。ファヴラは陰謀に必要な費用として200万リーヴルの借り入れを銀行家たちに頼む任務を命じられた。しかし陰謀は察知され、ファヴラは1789年12月24日深夜、妻とともに逮捕される。告発文書にはこの陰謀の筋書きが次のように記されている。すなわち、プロヴァンス伯の兄王ルイ16世一家をテュイルリー宮殿から救出して国境近くのペロンヌに退避させ、プロヴァンス伯が絶対王権を復活させてフランス王国の摂政に就任する。同時に、3万人の兵士がパリ市を包囲し、それによって巻き起こる混乱の中で、パリ市の3人の政治指導者、財務長官ジャック・ネッケル、パリ市長バイイ及び国民衛兵軍総司令官ラファイエットを暗殺する。パリ市の革命的市民は食糧供給を絶たれ、飢餓の中で摂政に降伏する…。
プロヴァンス伯はファヴラ逮捕の累が及ぶことを恐れ、ファヴラ及び彼の陰謀計画とは自分が無関係である旨を、パリ市庁舎での演説及び憲法制定国民議会に対する書簡で表明した。陰謀計画の主導者がプロヴァンス伯だったのかファヴラ侯爵だったのかに関しては、議論の余地がある。これに関して、プロヴァンス伯（ルイ18世）は後に側近ブラカ公爵に対して次のように述懐している。
ファヴラがシャトレ裁判所の監獄に収容された後、2か月近く尋問や捜査が続けられたが、集められた証言は互いに矛盾して証拠が不足した。『パリの革命（Révolutions de Paris）』の発行者で無政府主義者のシルヴァン・マレシャルでさえ、ファヴラを有罪とするには証拠不十分であると認めていた。しかし1790年1月26日にファヴラを救おうとする一部王党派の武装計画（ラファイエットに阻止された）が露見すると、パリ市民は裁判所にファヴラを処刑するよう圧力をかけるようになった。オメール・タロンらシャトレ裁判所の判事たちは、1790年2月18日、ファヴラに絞首刑による死刑を宣告した。
ファヴラは裁判所から、陰謀の詳細や他の参加者について自白すれば死刑を執行猶予にするという申し出を受けたが、これを拒否し、いかなる情報提供もしなかった。刑の執行は死刑宣告の翌日、1790年2月19日夜にグレーヴ広場で行われた。ファヴラの処刑はパリ民衆の間に興奮を呼び起こした。なぜならフランス革命で初めて、貴族を処刑する際に、貴族と平民の身分差を一切考慮しない処刑方法を採ったからである。刑吏に死刑執行令状が読み上げられた際、ファヴラはその刑吏に向かって最期の言葉を放った、「1つの条文で3語も読み間違えるとは。」

### 死後
ファヴラは死後、プロヴァンス伯に見捨てられた、王党派の大義に殉じた忠義の臣として、王党派によって美化された。ルイ16世夫妻も彼の死を悲しみ、死刑を免れたファヴラの未亡人カロリーネに王室費から3万リーヴルの慰労金を贈った。妻子はフランス国外に亡命した。息子シャルル・ド・マイ・ド・ファヴラ（1782年 - 1830年）はオーストリア軍・ロシア軍に従軍し、王政復古後はかつてのプロヴァンス伯、国王ルイ18世より年金を与えられた。娘カロリーヌ・ド・マイ・ド・ファヴラ（1787年 - 1865年）はオーストリアの男爵家に嫁いだ。彼女の孫の1人ライムント・シュティルフリート・フォン・ラットニッツ男爵は明治期の日本で写真家として活動した。

## 引用
1. 1 2  プティフィス、P296。
2. 1 2  プティフィス、P297、注釈4。
3. ↑  Carlyle, Thomas (1837年). “The French Revolution: A History”. 2016年9月24日閲覧。 “[Favras] offers to reveal secrets, if they will save him; handsomely declines since they will not....”
4. ↑  Prudhomme, Louis Marie (1824) (French). Histoire impartiale des révolutions de France depuis la mort de Louis XV. Librairie de Mademoiselle A. Prudhomme
5. ↑  Baron Rothschild, Ferdinand (1896). Personal Characteristics from French History. France: Macmillan. p. 204
6. ↑  Fadiman, Clifton (2000). Bartlett's Book of Anecdotes. Little, Brown. p. 200
7. ↑  Bent, Samuel Arthur (1887). Familiar Short Sayings of Great Men. Chatto and Windus. p. 368
8. ↑  プティフィス、P299、注釈5。
9. ↑  https://familienverband-stillfried.de/images/sampledata/Stammbaum/Stammbaum.html